# امریکن آیدل (فصل ۸)
هشتمین فصل از برنامه امریکن آیدل (به انگلیسی: American Idol (season 8)) در ۱۳ ژانویه ۲۰۰۹ آغاز شد. در این فصل داوران رندی جکسون، سایمون کاول و پائولا عبدل بودند که کارا دیوگاردی هم به عنوان چهارمین داور به آنها اضافه شد. این آخرین فصلی بود که عبدل در آن داوری می‌کرد. کریس آلن از کان‌وی، آرکانزاس برنده این فصل بود؛ و آدام لمبرت به عنوان نفر دوم این فصل انتخاب شد. کریس آلن اولین برنده متأهل امریکن آیدل است.